# 볼라구

방글라데시 볼라구

볼라구(벵골어: ভোলা জেলা)는 방글라데시 중남부에 위치한 구로, 방글라데시에서 가장 큰 섬인 볼라섬을 포함하고 있다. 바리살주에 위치하고 있으며 면적은 3403.48km2이다. 북쪽으로는 락슈미푸르구와 바리살구, 남쪽으로는 벵골만, 동쪽으로는 메그나강과 샤바즈푸르 해협, 서쪽으로는 파투아칼리구와 테툴리아강과 접한다. 약 4억 입방 피트 (1,100만 입방 미터)의 천연가스가 발전소를 운영하는 데 사용되고 있는 볼라의 카치아에서 발견되었다.

## 역사

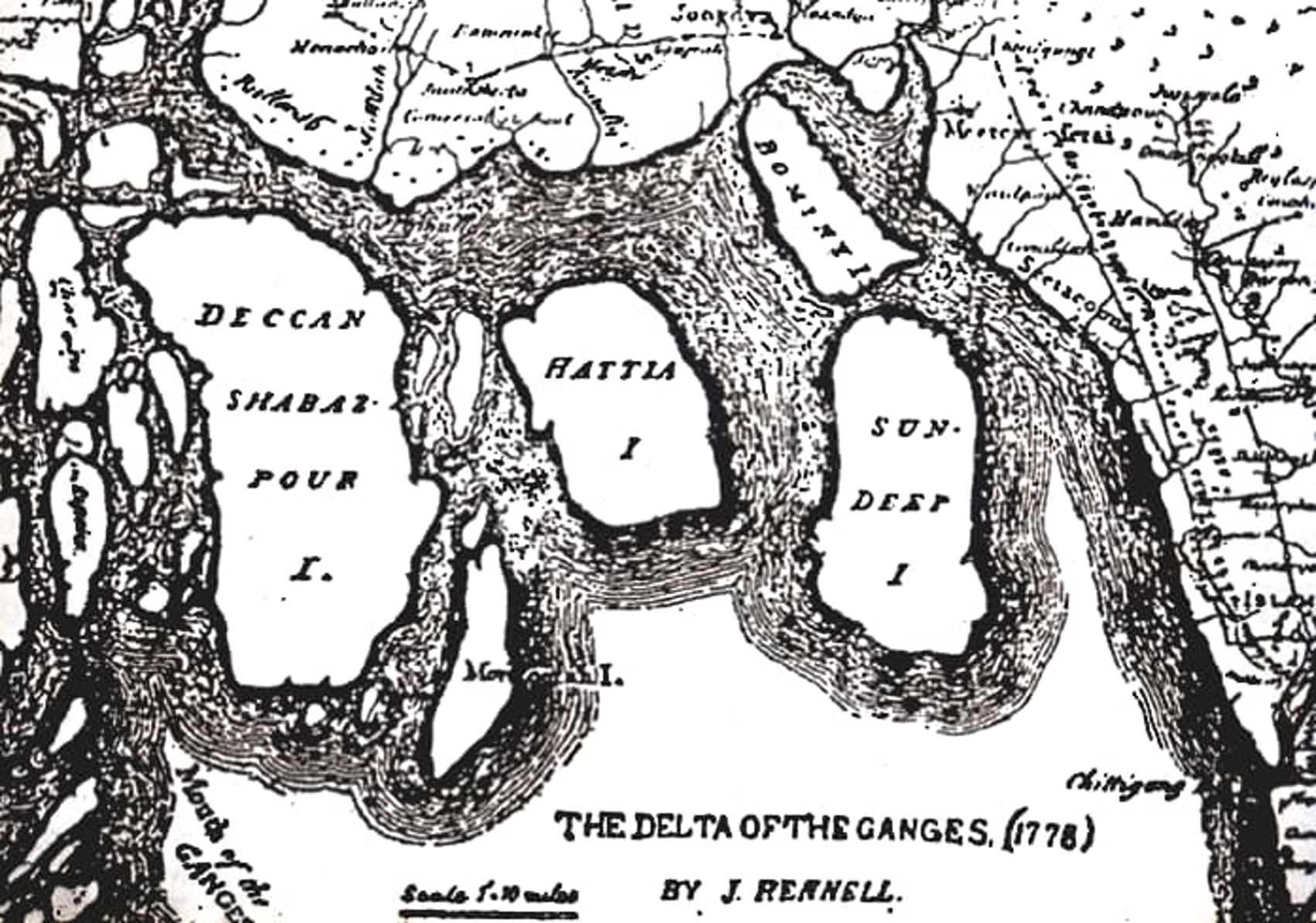
제임스 레넬이 1778년 지도에서 현재 볼라가 된 사우스 샤바즈푸르섬(DECCAN 샤바즈푸르로 표시됨)

볼라 지역의 이전 이름은 아슈토시이다. J. C. 잭은 그의 "바케르간지 가제티어"에서 섬이 1235년에 창조되기 시작했고 이 지역의 경작이 1300년에 시작되었다고 말했다. 1500년에 포르투갈과 모그 해적들이 이 섬에 그들의 기지를 세웠다. 아라칸과 모그 해적들은 또한 샤바즈푸르의 남쪽 지역에 그들의 기지를 세웠다.
샤바즈푸르는 1822년까지 바케르간지구의 일부였다. 19세기 초, 메그나강의 확장으로 인해 지역 본부에서 남부 샤자드푸르로 연결되는 것이 어려워졌다. 정부는 그 후 남부 샤바즈푸르와 하티아를 노아칼리구에 포함시키기로 결정했다. 볼라구는 1869년까지 노아칼리구에 포함되었다. 1869년에 바리살구에 속하게 되었다. 1876년, 행정 본부는 다우라트칸에서 볼라로 옮겨졌다. 1984년에, 구로 설립되었다.

## 지리학
볼라구는 삼각주 섬입이다. 이 지역에는 메그나강과 테툴리아강이 있다. 메그나는 구의 동쪽과 북쪽에 있고 테툴리아는 서쪽에 있다. 벵골만은 볼라구의 남쪽에 있다.

## 인구
2022년 방글라데시 인구 조사에 따르면, 볼라구에는 448,933 가구와 1,932,514명의 인구가 있으며, 그 중 27.6%가 도시 지역에 거주하고 있다. 인구 밀도는 km2당 538명이었다. 전국 평균 74.7%에 비해 문맹률(7세 이상)은 37.1%였다.